# Горох 'Чишминский 229'
Горох 'Чишминский 229'  — среднеспелый, неосыпающийся сорт гороха.

## Происхождение
Сорт создан методом многократного индивидуального отбора из гибридной популяции сортов 'Чишминский 75' × 'Зеленозерный 1' селекционерами Б.К. Поповым,  Ф.А. Давлетовым, В.Х. Хангильдином , Р.Б. Нигматуллиной  в Башкирском НИИ сельского хозяйства.  Включён в Государственный реестр селекционных достижений по Уральскому региону в 2007 году. В 2008 году – Центрально-Чернозёмному региону РФ. Рекомендован для возделывания в Оренбургской области.
Сорт гороха "Чишминский 229"  является по очередности примерно пятнадцатым сортом серии Чишминский с урожайностью от  10 до 27 центнеров с га.

## Характеристика сорта
Число междоузлий до первого соцветия 12—14. Лист с 2—3 парами цельнокрайних листочков. Прилистники хорошо развиты, плотность пятнистости средняя.
На узле располагается 2 цветка. Цветки белые.
Бобы прямые или очень слабо изогнутые. Верхушка тупая. Семена шаровидные, жёлто-розовые. Семядоли жёлтые. Рубчик закрыт остатками семяножки. Пищевые и вкусовые качества высокие.

## В культуре
Сорт среднеспелый (от всходов до полной спелости 62—76 дней. Масса 1000 семян 240—270 г.
Сорт с  высокой адаптивностью к условиям Южного Урала: высокий темп первоначального роста, засухоустойчивый.
Поражаемость корневыми гнилями, аскохитозом и повреждаемость клубеньковым долгоносиком ниже стандартного сорта 'Труженик'.
Гороховой плодожоркой повреждается в средней степени.
Средняя урожайность -  21,0 ц/га, что на 2,3 ц/га больше стандарта. Максимальный урожай семян сорта 'Чишминский 229' был получен в Чишминском селекцентре в 2001 году – 40,0 ц/га.
Содержание белка в семенах 21,0-23,8%. Сорт 'Чишминский 229' включен в список ценных сортов.
Посев производится рядовым способом в ранние сроки. Норма высева - 1,2-1,3 млн. всхожих семян на гектар. Глубина заделки семян - 6-7 см.
В связи с биологическими особенностями сорта главное внимание должно быть уделено мероприятиям, направленным на сохранение и накопление влаги в почве, обеспечению растений питательными веществами, уничтожению сорняков и борьбу с клубеньковыми долгоносиками и тлёй.